# Crimisus lobatus
Crimisus lobatus är en insektsart som beskrevs av Hancock, J.L. 1909. Crimisus lobatus ingår i släktet Crimisus och familjen torngräshoppor. Inga underarter finns listade i Catalogue of Life.